# مغازه خودکشی
مغازه خودکشی (فرانسوی: Le Magasin des suicides‎) رمانی با سبک کمدی سیاه نوشته ژان تولی است. این رمان که در سال ۲۰۰۶ منتشر شده‌ است، توجهِ فراوانی را برانگیخت. داستان کتاب در شهری آخرالزمانی و در آیندهٔ جهان سپری میشود که از شدت تغییرات اقلیمی رنج می برد، جایی که تقریباً همه افسرده هستند.

## معرفی
آلن! آخه چند بار بهت بگم? وقتی مشتری هامون از مغازه خرید می کنن، بهشون نمی گیم به زودی می بینمت. ما باهاشون وداع می‌کنیم. چون دیگه هیچ وقت بر نمی گردن. آخه کی این رو توی کله ت فرومی‌کنی؟

داستان از نظر زمانی در دوره‌ای آخرالزمانی و در آیندهٔ جهان سپری می شود که انسان‌ها بخش بسیار زیادی از منابع طبیعی را نابود کرده‌اند. زمانی که دیگر گلی نیست و هوا بسیار آلوده‌است. خودکشی عادی و شادی غیرعادی است. مکان وقوع یک دکانِ فروشِ ابزار و ادواتِ خودکشی ا‌ست که همه‏ جور خِنزِرپِنزِری در آن یافت می‌شود. از انواع سَم گرفته تا طناب‌های دار، انواعِ سلاح‌های کمری مناسب برای انتحار تا ویروس‌های کشنده‌. تجارتی منتهی به مرگ در یک فروشگاه منحصربه‌فرد در زمان و مکانی نامعلوم! مردمِ افسرده و مالیخولیایی برای پایان دادن به عذاب زندگی‌شان به مغازه‌ی خودکشی می‌آیند و خانواده‌ی تواچ، صاحبان مغازه، تمام تلاششان را در خدمتگزاری به مشتریان خود صرف می‌کنند. برای هر طبع یک راه خلاصی وجود دارد؛ از طناب‌های دار و گلوله گرفته تا انواع سم و گیاهان کشنده و تیغ‌های آلوده به کزاز.
امور بر وفق مراد خانواده‌ی تواچ می‌گذرد؛ تا این که آلن به دنیا می‌آید و همه چیز تغییر می‌کند. آلن برعکس اهالی شهر پر از امید و شور زندگی است. عاشق خنداندن دیگران است. شوخ و دل زنده است و نظم و قوانین غم زده‌ی مغازه و مدرسه و شهر را برهم می‌زند. میشیما و لوکریس تواچ به جز آلن دو فرزند دیگر هم دارند: ونسان و مرلین که هر دو غمگین و محزون‌اند. آلن، کوچکترین فرد خانواده، با نابود کردن سیاه‌بینی و حزین خانواده‌اش چیزی به آنها می‌آموزد که برایشان تازگی دارد: عشق به زندگی.
مغازهٔ خودکشی یک فانتزی سیاه تکان‌دهنده است که بعد از چاپ شدن، توجه فراوانی برانگیخت. رمان عجیب ژان تولی (۱۹۵۳)، نویسنده و فیلم‌نامه‌نویس فرانسوی، هجوی است تمام‌عیار دربارهٔ مرگ و امید.

## نقد و بررسی
در مقدمه اثر دربارهٔ آن آمده‌است.
در خانواده ی تواچ، نام‌ها پژواک نام افراد سرشناسی در تاریخ هستند. نام میشیما یادآور یوکیو میشیماست؛ نویسنده و شاعر سرشناس ژاپنی که سه بار نامزد جایزهی نوبل ادبیات شده بود. او در ۱۹۷۰ به روش سنتی هاراگیری خودکشی کرد. نام ونسان پژواک نام ون گوگ است؛ نقاش مشهور هلندی که در ۱۸۹۰ به قل خودش شلیک کرد. نام مرلین یادآور نام مرلین مونرو، بازیگر معروف ادی است که در سال ۱۹۶۲ در ۳۶ سالگی بر اثر مصرف بیش از حد داروهای خارک و آرام بخش به خواب ابدی رفت. نام آلن تداعی کننده ی نام آلن تور ریاضیدان نابغهٔ انگلیسی است. تورینگ در اواخر عمر هفتم ژوئن ۱۹۵۴ برای آخرین بار به اتاق خوابش رفت. جسد بی جان او را روی تخت خواب یافت.

همچنین دربارهٔ ژانر کمدی سیاه و نسبت آن با رمان مغازه خودکشی عنوان شده‌است.
اولین بار آندره برتون، رمان‌نویس و نظریه‌پرداز سوررئالیست فرانسوی، در کتابی با عنوان گلچین طنزهای سیاه ادبی این اصطلاح را زیرشاخه‌ای از کمدی و طنز خواند. برتون در آن کتاب جاناتان سویفت را یکی از سردمداران این سبک معرفی می‌کند. سویفت مقاله‌نویس برجسته‌ای بود. سال ۱۷۲۹ جزوه مختصری منتشر کرد و در آن با لحن نزولی ببار جدی به دولت ایرلند پیشنهاد داد کودکان فقیر را از خانواده‌هایشان بخرد و برای خوراک طبقه مرفه بپزد. برتون در کتابش به چند ویژگی مهم کمدی سیاه اشاره می‌کند. شاید مهمترین خصوصیت این ژانر پرداختن به جنبه‌های تاریک زندگی، به ویژه مرگ، با زبانی طنزآلود باشد کمدی سیاه بیشتر مسائل جدی را دستمایه کار خود قرار می‌دهد. مغازه خودکشی هم واجد این ویژگی‌هاست.
در یادداشت منتشر شده در روزنامه ایران آمده‌است.
کتاب از لذت‌بردن از زندگی حمایت می‌کند و می‌بینیم هرچه به پایان داستان نزدیک می‌شویم جو این مغازه هم عوض می‌شود. در کنار این، کتاب تلاش می‌کند پنبه روانشناسی‌های آبکی و بازاری را هم بزند و بگوید این‌طور نیست که با چندین راه‌حل کسی که دچار افسردگی است به سرعت خوب شود. افسردگی واقعیتی است که وجود دارد و نمی‌توانیم با راه حل‌های ۴۰، ۵۰ روزه‌ای که اکنون مرسوم شده انکارش کنیم. عنوان کتاب هم در جلب توجه مخاطبان تأثیرگذار است. کلمه «مغازه» ریشه‌ای ترکی دارد و ما هم در فرهنگ‌مان از آن بسیار استفاده می‌کنیم. جایی است که همه چیز را تبدیل به کالا و قابل خرید و فروش می‌کند و در این داستان حتی مرگ و خودکشی هم در مغازه قابل خرید و فروش است. مغازه خودکشی به ما می‌گوید کنار غم، مرگ و پایان، زندگی وجود دارد. در واقع ژان تولی نویسنده کتاب نگاهی خیام‌گونه به قضیه دارد و همین توانسته مخاطب را جذب کند.

## رویدادهای مرتبط
رمان مغازه خودکشی علاوه بر جلب توجه مخاطب‌ها و رسانه‌ها و منتقدان مورد اقتباس و بازخوانی در شکل‌های دیگر هم قرار گرفته‌است.
نسخه صوتی
نسخه صوتی مغازه خودکشی با صدای هوتن شکیبا از سوی رادیو گوشه اجرا شده‌است.
اقتباس
این اثر در نمایش و انمیشن مورد اقتباس قرار گرفته‌است.
بر اساس اقتباسی از این رمان، نمایشی به همین نام برای اولین بار به نویسندگی باقر سروش و کارگردانی علیرضا مهران، مرداد ماه ۱۳۹۸ در تئاتر شهرزاد اجرا شده است. کارگردان دربارهٔ این نمایش گفته بود: «طراحی و کارگردانی این نمایش نیز مینی‌مال است. بازی‌ها تلفیقی از بازی‌های سینمایی و تئاتر است.»
در اقتباسی دیگر از این رمان، نمایش «از میان مردگان» به نویسندگی شیما محمدبیگی، کارگردانی سمیه مطلبی و تهیه کنندگی علیرضا یگانگی،  آذر ماه ۱۳۹۸ در مجموعه دیوار چهارم به صحنه رفته‌است.